# Sphecodes prostygius
Sphecodes prostygius är en biart som beskrevs av Mitchell 1960. Sphecodes prostygius ingår i släktet blodbin, och familjen vägbin. Inga underarter finns listade i Catalogue of Life.